# Maurício Waldman
Maurício Waldman (São Paulo, dezembro de 1955) é um antropólogo e geógrafo brasileiro.
Maurício Waldman foi chefe executivo do Parque Chico Mendes em São Paulo (1990) e administrador ambiental em São Bernardo do Campo (1991–1992). Foi também diretor da escola para crianças desabrigadas de São Paulo (1998), diretor da escola da Fundação Estadual do Bem Estar do Menor (1999), coordenador do sistema de reciclagem de São Paulo (2000) e editor da Associação Brasileira de Geógrafos de São Paulo (2002–2003). Por suas pesquisas sobre recursos hídricos, áreas metropolitanas brasileiras, meio ambiente, tempo social urbano e a represa Billings, recebeu seu doutorado no departamento de Geografia da Universidade de São Paulo (2006). Escreveu vários livros e artigos sobre ecologia, desenvolvimento, cidadania, geografia, educação ambiental, áreas metropolitanas, recursos hídricos e gestão de resíduos. Atualmente é consultor e professor pesquisador do Instituto de Geociências da UNICAMP, com apoio do Conselho Nacional de Desenvolvimento Científico e Tecnológico (CNPq).